# Апиков, Вадим Рубенович
Апиков Вадим Рубенович — российский авиастроитель, генеральный директор ФГУП «Производственно-конструкторское предприятие «ИРИС»».

## Биография
Родился 24 января 1951 года в Ростове-на-Дону.
Окончил среднюю школу, служил в армии в 1969-1971 гг.
Работал на авиаремонтном заводе № 412, затем на Ростовском часовом и с 1974 года - в специальном проектно-конструкторском бюро, заочно учился в Новочеркасском политехническом институте и окончил его в 1977 году по специальности «автоматика и телемеханика».
Прошел путь от слесаря-электромонтажника, инженера, заведующего отделом, главного инженера до генерального директора ФГУП «Производственно-конструкторское предприятие «ИРИС»» (c 1997 года).
Член ассоциации «Высокие технологии».

## Сочинения

### Статьи в газетах
- «Экономика Дона» №12(44) 2000
- «Молот» №100, 2001

### Статьи в журналах
- «Электронная техника» выпуск 1(58), 1985
- «Вестник Восточноукраинского национального университета имени Владимира Даля», 2004, №8(90) часть 2, 2005, №8(102) часть 2, 2006
- «Энергия и менеджмент» (01-02.2007)

### Статьи в изданиях
- Сборник материалов Межотраслевого научно-технического семинара «Силовая электроника в бортовых системах электроснабжения и электроприводах» (2003)
- Сборник материалов Межотраслевого научно-технического семинара «Силовая электроника корабельных электротехнических комплексов» (2007)

## Награды
- Медаль имени С. П. Королёва
- Медаль «40 лет полёта Ю. А. Гагарина» (22.04.2001)
- «Знак Королёва» (29.12.2004)